# Cephaloleia schmidti
Cephaloleia schmidti là một loài bọ cánh cứng trong họ Chrysomelidae. Loài này được Uhmann miêu tả khoa học năm 1933.